# Monsters (The Walking Dead)
«Monstruos» —título original en inglés: «Monsters»— es el tercer episodio de la octava temporada de la serie de televisión posapocalíptica y de horror The Walking Dead, que salió al aire en el canal AMC el 5 de noviembre de 2017. Fox hizo lo propio en España e Hispanoamérica el día 6 del mismo mes, respectivamente. Matthew Negrete y Channing Powell se encargaron del guion del episodio, mientras que el especialista en efectos especiales y maquillaje protésico Greg Nicotero se encargó de dirigir el episodio.
El episodio continúa siguiendo a los diferentes grupos en su ataque contra varios puestos de avanzada de Los Salvadores y los momentos posteriores a estos.. También presenta las apariciones finales de Morales (Juan Pareja) y Eric Raleigh (Jordan Woods-Robinson). La muerte de Eric fue parcialmente adaptada de la edición 118 del libro de historietas.

## Trama
Dentro del puesto avanzado de la oficina de Los Salvadores, Morales (Juan Pareja), un exmiembro del grupo de Rick (Andrew Lincoln), detiene a Rick a punta de pistola mientras Daryl (Norman Reedus) y Rick buscan un alijo de ametralladoras pesadas pertenecientes a los salvadores. Rick y Morales discuten extensamente sus tribulaciones desde que se separaron. Morales perdió a su familia, mientras que Rick admite que perdió a muchos allegados. Morales jura su lealtad a Negan e insiste en que Rick es un "monstruo" por lo que ha hecho, pero Rick intenta atraerlo. De repente, Daryl aparece y mata a Morales sin ningún remordimiento, a pesar de haberlo reconocido. Al no encontrar armas en ningún otro lugar los dos se llevan a Gracie, la bebé que Rick encontró, y se van para unirse con Aaron (Ross Marquand).
Fuera de la fortaleza, las fuerzas de Aaron han mantenido confinados a los salvadores, obligándolos a lidiar con la reanimación de sus colegas muertos en lugar de sus atacantes. Aaron arrastra a su compañero herido Eric (Jordan Woods-Robinson) lejos de la batalla. Eric insiste en que Aaron lo deje atrás y le da un beso final antes de que Aaron regrese a la batalla. Rick y Daryl llegan en breve para ayudar a lidiar con los restantes salvadores. Aaron regresa a donde dejó a Eric y encuentra a un Eric reanimado caminando hacia el bosque. Scott (Kenric Green) aparece y lo convence en regresar al campo de batalla. Aaron, totalmente devastado y en shock regresa y se ofrece como voluntario para llevar a Gracie de regreso a Hilltop. Un Salvador, al intentar huir, confiesa rápidamente que las armas habían sido transportadas a un nuevo lugar. En respuesta, Daryl mata al Salvador, y Rick no ofrece ningún intento de detenerlo antes de partir.
En la Colonia Hilltop, Gregory (Xander Berkeley) regresa y suplica a Maggie (Lauren Cohan) que le deje entrar, pero ella exige que le cuente lo que sucedió en el Santuario al ver que está conduciendo el auto asignado al Padre Gabriel (Seth Gilliam). Gregory afirma falsamente que no sabe quién es Gabriel y dice que estaba negociando con Negan, tratando de conseguir lo mejor para Hilltop. Aunque Maggie desconfía le deja entrar mientras comenta a Gregory que no vale la pena matarlo.
Mientras tanto, Morgan (Lennie James), Jesús (Tom Payne), y Tara (Alanna Masterson) llevan a un grupo de salvadores cautivos por un camino. Un salvador, Jared (Joshua Mikel), quien asesino al protegido de Morgan, Benjamin, se burla de Morgan, lo que lleva a Morgan a apuntarle con su arma. Justo cuando Jesús trata de intervenir aparece una horda de caminantes que permite que algunos de los salvadores escapen. Morgan intenta perseguir y disparar a los fugitivos, matando a uno, antes de que Jesús y Tara lleguen. Sin embargo cuando Morgan estaba a punto de matar a los salvadores cautivos, Jesús lo detiene y luego Morgan y Jesús discuten sobre cómo manejar a los restantes salvadores, antes de que Tara los disuelva. Morgan se aleja. Jesús y Tara entregan a los prisioneros restantes a la colonia Hilltop. Gregory intenta desalentarlos de mantener a los hostiles allí. Maggie, aunque cautelosa de sostener a los prisioneros, se niega a escuchar a Gregory.
En otra parte, Carol (Melissa McBride) y el Rey Ezekiel (Khary Payton) conducen a su ejército contra un puesto avanzado cercano de Los Salvadores. Han vencido sin pérdidas aparentes, pero a medida que se deleitan con su victoria algunos salvadores ocultos los sorprenden y les disparan con ametralladoras pesadas, las mismas armas que Rick había estado buscando. Muchas de las fuerzas del Reino son derribadas, y muchos se apresuran a proteger a Ezekiel.

## Recepción

### Recepción crítica
"The Damned" recibió críticas mixtas y muchos críticos lo citaron como un paso atrás del estreno de la temporada. En Rotten Tomatoes tiene un 50% de puntuación con una calificación promedio de 5,81 sobre 10 en base a 22 revisiones. El consenso del sitio dice: "The Damned" tropieza después del primer partido de la temporada, con el regreso inesperado de un personaje olvidado, y una gran cantidad de acción, pero no mucha emoción. Matt Fowler de IGN dio al episodio un 7.6 / 10, con una acción caótica, un giro interesante al final del episodio y una banda sonora refrescante contra las elecciones cuestionables de los personajes, una línea de tiempo confusa y una historia obsoleta. Eric Kain de Forbes le dio a "The Damned" una "F" y describió el episodio diciendo: "No entiendo qué está pasando con The Walking Dead ... Así es como mueren los programas de TV, no con un golpe, sino con un gemido. Lo que estamos viendo no es un drama de alto riesgo, es un accidente de trenes en cámara lenta ".

### Índices de audiencia
El episodio promedió una calificación de 4.0 entre adultos 18-49, el más bajo para la serie desde el penúltimo episodio de segunda temporada, "Better Angels ". Un total de 8.92 millones de espectadores vieron el episodio, la cuota de pantalla menor desde el final de la segunda temporada, "Beside the Dying Fire".